# Коллатерали
Коллатерали (лат. con (cum) — с, вместе и лат. lateralis — боковой) — боковые или обходные пути кровотока, ветви кровеносных сосудов, которые обеспечивают приток или отток крови помимо основного сосуда (кровеносного ствола) при его тромбозе, эмболиях, сдавлениях кровеносных сосудов, при их перевязке и облитерации.
Кровообращение может восстановиться при развитии коллатерального кровотока и шунтов, или при реканализации тромбированных сосудов
Замещающее кровообращение возникает в любом месте организма, в том числе в коронарных артериях сердца.
Физические упражнения (10 часов интенсивной физической нагрузки или 15 часов нагрузки средней интенсивности в неделю) в течение месяца увеличивают поток крови через коллатеральную сеть примерно на 40%.

## Скорость возникновения коллатералей
Погибший сосуд замещается соседним, более мелким. За несколько часов или дней замещающий сосуд (коллатераль) развивается до нужных размеров. При этом просвет в сосуде может увеличиваться в 10 раз по сравнению с его первоначальной величиной.

По другим сведениям, коллатерали (для случая тромбоза вен сетчатки) развиваются через 3 месяца после возникновения тромба.

## Острый инфаркт миокардаи коллатерали
Во многих случаях даже полная окклюзия (закупорка) коронарной артерии не обязательно приводит к инфаркту, так как предшествующая хроническая ишемия приводит к открытию коллатералей, которые обеспечивают кровоснабжение поражённой зоны миокарда.
Однако, быстрая закупорка сосуда оторвавшимся кусочком ткани — эмболом (см. эмболия), который был принесен током крови и застрял в атеросклеротической бляшке, если его не удалось «пропихнуть ниже» при помощи сосудорасширяющих средств (валидол, нитроглицерин), приводит к тяжёлым последствиям — в частности, инфаркту.

## Классификация
Различают:
- внутрисистемные коллатерали — анастомозы (соустья) между ветвями одноимённой артерии (или вены)
- межсистемные коллатерали — по анастомозам различных артерий и вен.